# Mjuggsjön (Nianfors socken, Hälsingland)
Mjuggsjön är en sjö i Hudiksvalls kommun i Hälsingland och ingår i Nianåns huvudavrinningsområde. Sjön är 18 meter djup, har en yta på 0,331 kvadratkilometer och befinner sig 130,2 meter över havet. Sjön avvattnas av vattendraget Nianån.

## Delavrinningsområde
Mjuggsjön ingår i det delavrinningsområde (683325-155202) som SMHI kallar för Utloppet av Mjuggsjön. Medelhöjden är 174 meter över havet och ytan är 2,96 kvadratkilometer. Räknas de 8 avrinningsområdena uppströms in blir den ackumulerade arean 88,26 kvadratkilometer. Avrinningsområdets utflöde Nianån mynnar i havet. Avrinningsområdet består mestadels av skog (84 procent). Avrinningsområdet har 0,33 kvadratkilometer vattenytor vilket ger det en sjöprocent på 11 procent.